# Sara Moreira
Sara Moreira (Portugal, 17 de octubre de 1985) es una atleta portuguesa, especialista en la prueba de media maratón en la que llegó a ser campeona europea en 2016.

## Carrera deportiva
En el Campeonato Europeo de Atletismo de 2016 ganó la medalla de oro en la media maratón, con un tiempo de 1:10:19 segundos, llegando a meta por delante de la italiana Veronica Inglese y de su compatriota la también portuguesa Jéssica Augusto (bronce).